# Île du Prieuré
L'île du Prieuré est une des trois îles de l'Oise faisant partie du territoire de la commune de L'Isle-Adam (Val-d'Oise). 

## Histoire
La première construction attestée est celle d'un prieuré dédié à saint Godegrand en 1014. L'île a cependant abrité une motte féodale dès le IXe siècle, puis un château fort et enfin un château classique, lieu de villégiature des Princes de Conti détruit sous l'Empire. Elle a été jusqu'au début du XIXe siècle le lieu où était érigé le château des seigneurs du fief. 
Le pont reliant cette île à la rive droite de l'Oise (commune de Parmain) a été détruit par trois fois pour prévenir l'avancée des troupes ennemies en 1870, 1914 et 1940. L'île est également reliée à l'île voisine, l'île de la Cohue.
Aujourd'hui, elle est toujours habitée. Sur le lieu du prieuré disparu se tient un parc public, des pavillons en bord de rivière cachés par des arbres sont construits le long de la rue qui relie ce parc au site de l'ancien château, aujourd'hui occupé par un petit édifice de style Louis XIII construit au XIXe siècle.